# 一松旬
一松 旬（ひとつまつ じゅん）は、日本の官僚。財務省での在勤や奈良県副知事を経て、内閣総理大臣秘書官を務める。

## 経歴
開成高等学校在学中の成績は学年トップであった。開成高校から東京大学に入学。東京大学法学部在学中に国家公務員一種試験（法律）に2位で合格。1995年に東京大学法学部を卒業後、当時の大蔵省へ入省した。その後は大臣官房調査企画課調査主任などになる。
主計局時代には厚生労働省担当の主計官を務めた。
2015年7月に奈良県地域振興部長に転任となり、県総務部長（2016年6月）を経て、2017年7月より副知事を務めた。2018年6月に退任した。その後は主計局に戻り、2020年当時は主計官を務めていた。岸田内閣では「子ども・子育て関連予算倍増計画」の「下絵を描いた」とされ、大蔵省・財務省での経歴から「社会保障分野のプロ中のプロ」とも評された。
2023年7月4日、宇波弘貴の後任として内閣総理大臣秘書官に就任した。2024年11月10日、財務省大臣官房付兼大臣官房企画調整主幹兼大臣官房審議官 （大臣官房担当）。